# Maarten Iman Pauw van Wieldrecht

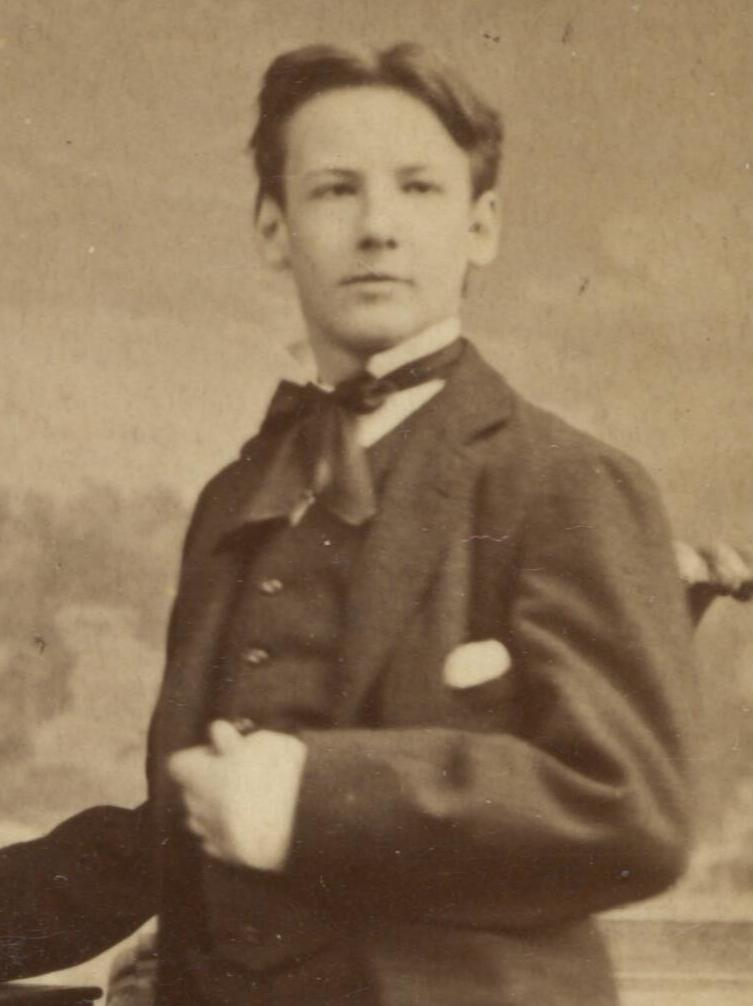
Maarten Iman Pauw van Wieldrecht

Mr. Maarten Iman ridder Pauw van Wieldrecht, heer van Wieldrecht en Darthuizen (Utrecht, 1 februari 1860 - Leersum, huis Broekhuisen, 26 september 1913) was een Nederlands burgemeester en kamerheer.

## Biografie
Pauw was lid van de familie Pauw en een zoon van diplomaat en kamerheer mr. Matthieu Christiaan Hendrik ridder Pauw van Wieldrecht (1816-1895) en Aletta Cornelia Anna Voombergh (1828-1913). Hij trouwde in 1886 met jkvr. Maria Repelaer, vrouwe van Broekhuizen (1863-1939), uit welk huwelijk vier kinderen werden geboren; Agnies Pauw van Wieldrecht (1927-2013) was hun kleindochter.
Pauw promoveerde in 1885 in de rechten aan de Universiteit Utrecht op Beoordeling van het werk van den socialist Henry George "Vooruitgang en armoede" . In 1890 werd hij lid van de gemeenteraad van Zeist wat hij tot 1897 zou blijven. Van 1893 tot 1907 was hij lid van provinciale staten van Utrecht. Op 16 april 1913 werd hij benoemd tot burgemeester van Leersum wat hij tot zijn vroegtijdig overlijden slechts enkele maanden zou blijven.
Vanaf 1900 was hij kamerheer in bijzondere dienst van koningin Wilhelmina, en was in die tijd dienstdoend bij haar moeder Emma (tot 1907). Aan die periode zijn herinneringen te danken die inzicht geven in de persoon van Emma die hij bijvoorbeeld een parvenue noemt, overambitieus, egoïstisch, een goede maar "drilzuchtige" moeder. In 1907 vroeg en kreeg hij ontslag als dienstdoend kamerheer, mede omdat kasteel Broekhuizen volledig was afgebrand in 1906 en hij zijn gezin meer aandacht wilde geven.